# Павловці (Ормож)
Павловці (словен. Pavlovci) — поселення в общині Ормож, Подравський регіон‎, Словенія.